# Scalawag

În istoria Statelor Unite, scalawags erau albii din Sud care au sprijinit Reconstrucția și Partidul Republican⁠(d) după Războiul Civil American.
Ca și termenul similar „carpetbaggers⁠(d)”, cuvântul a apărut și a fost îndelung folosit cu tentă peiorativă, ca o insultă în disputele politice din Sud. Adversarii scalawag-ilor îi acuzau de lipsă de loialitate față de valorile tradiționale ale supremației albilor. Termenul este frecvent utilizat însă și în studii istorice serioase, cu tentă neutră, despre republicanii albi din Sud, deși unii istorici au renunțat la acest termen din cauza istoricului său de conotații peiorative.

## Originile termenului
Termenul este un epitet peiorativ, dar este oricum utilizat de mulți istorici, cum ar fi Wiggins (1991), Baggett (2003), Rubin (2006) și Wetta (2012). Cuvântul scalawag se referea inițial la animalele de fermă de calitate scăzută, și a fost adoptat de către adversarii lor ca denumire pentru albii din Sud care formau o coaliție republicană cu negrii eliberați⁠(d) și cu noii veniți din Nord⁠(d) (numiți carpetbaggers⁠(d)) pentru a prelua controlul asupra guvernelor locale și la nivel de stat. Printre cele mai vechi utilizări cu acest nou sens se numără unele referiri din ziarele din Alabama și Georgia din vara anului 1867, primul referindu-se la toți republicanii din Sud, apoi, mai târziu, doar la cei albi.

Istoricul Ted Tunnel scrie că

Lucrări de referință, cum ar fi Dicționarul limbii engleze din 1860 al lui Joseph E. Worcester⁠(d) definea termenul scalawag ca „om lipsit de valoare, neisprăvit”; termenul era folosit, în același timp și pentru animalele de fermă de calitate scăzută. La începutul lui 1868, un redactor din Mississippi remarca că termenul «a fost folosit din cele mai vechi timpuri pentru a desemna vacile de lapte de calitate inferioară din piețile de vite din Virginia și Kentucky.» În luna iunie a aceluiași an, Richmond Enquirer afirma același lucru; termenul scalawag se aplica acum tuturor bovinelor slabe, urâte, jegărite, costelive, lipsite de valoare dintr-un șeptel oarecare”. Numai în ultimele luni, remarca ziarul din Richmond, termenul a căpătat o semnificație politică.

În timpul sesiunii din 1868-69 a curții judecătorului „Greasy” Sam Watts din comitatul Haywood, Carolina de Nord, dr. William Closs, D. D. a depus mărturie că un scalawag este „un om alb născut în Sud care spune că nu este mai bun decât un negru și care are dreptate când spune asta”.
În octombrie 1868, un ziar din Mississippi definea vituperant expresia în termenii politicii facțiunii Redeemers. Termenul a continuat să fie folosit cu sens peiorativ de sudiștii conservatori pro-segregaționiști în secolul al XX-lea. Dar istoricii de obicei folosesc termenul fără conotații peiorative, pentru a se referi la acel grup de actori politici.

## Istoria
După Războiul Civil American, în timpul Epocii de Reconstrucție între 1863–1869, președinții Abraham Lincoln și Andrew Johnson s-au angajat în politici concepute pentru a aduce Sudul înapoi la normal cât mai curând posibil, în timp ce republicanii radicali au folosit Congresul pentru a-l bloca pe președinte, a impune termeni duri, și pentru a extinde drepturile sclavilor eliberați. În Sud, negrii eliberați și albii sudiști cu simpatii republicane și-au unit forțele cu nordiștii care s-au mutat spre sud (numiți „carpetbaggers” de către adversarii lor din Sud) pentru a pune în aplicare politicile Partidului Republican.
Deși reprezentau o minoritate în rândul celor care aveau drept de vot înainte de război, scalawags au câștigat puterea, profitând de legile Reconstrucției din 1867, în care erau privați de dreptul de vot⁠(d) majoritatea albilor din Sud care nu puteau depune jurământul de fier⁠(d), care impunea ca ei să nu fi servit în forțele armate confederate sau să nu fi avut nicio funcție politică în guvernele statelor secesioniste sau în cel al Confederației. Istoricul Harold Hyman spune că, în 1866, congresmenii „descriau jurământul ca ultimul bastion împotriva întoarcerii foștilor rebeli la putere, bariera în spatele căreia unioniștii din Sud și negrii se apărau”.
Coaliția a controlat toate fostele state confederate, cu excepția Virginiei, precum și statele Kentucky și Missouri (care fuseseră controlate succesiv și de Nord, și de Sud) în diferite perioade între 1866 și 1877. Doi dintre cei mai proeminenți scalawags au fost generalul James Longstreet, unul dintre generalii de top ai lui Robert E. Lee, și Joseph E. Brown⁠(d), care în timpul războiului fusese guvernator al Georgiei. În 1870, mulți scalawags au părăsit Partidul Republican și au intrat în coaliția conservator-democrată. Democrații conservatori au înlocuit toate guvernele minoritare republicane din Sud, până în 1877, după controversatele alegeri prezidențiale din anul 1876⁠(d), în care guvernele de Reconstrucție care mai erau în funcție au certificat electorii republicani, deși candidatul democrat câștigase alegerile.
Franklin oferă o evaluare a motivelor pentru care aceste persoane din Sud simpatizau cu Uniunea. El menționează că, pe măsură ce din ce în ce mai mulți sudiști primeau drept de vot și participare:
Un sortiment curios de băștinași sudiști, astfel, a devenit eligibil pentru a participa la reconstrucția radicală. Și numărul creștea pe măsură ce președintele acorda grațieri individuale sau emitea noi declarații de amnistie ... Interesul lor primar era în sprijinirea unui partid care ar construi Sudul pe o bază mai largă decât aristocrația de plantație din zilele dinaintea războiului. Ei au găsit de cuviință să trateze cu negrii și cu așa-numiții carpetbaggers; dar adesea ei s-au întors în Partidul Democrat după ce acesta a câștigat forță suficientă pentru a redeveni un factor în politica din Sud.
În cele din urmă, majoritatea scalawag-ilor s-au alăturat coaliției democrate de Redeemers⁠(d). O minoritate au rămas republicani și au format jumătatea tan („bronzați”) din Partidul Republican „Black and Tan”⁠(d) („negri și bronzați”). A fost un element minoritar în Partidul Republican din fiecare stat din Sud după 1877.
Cele mai multe dintre cele 430 de ziare republicane din Sud erau editate de către scalawags—doar 20 la sută erau editate de carpetbaggers. Oamenii de afaceri albi au boicotat, în general, ziarele republicane, care au supraviețuit prin patronajul guvernului.

## Acuzații de corupție
Scalawags erau denunțați drept corupți de adversarii lor politici, redeemers⁠(d). Școala Dunning⁠(d) de istorici simpatiza cu afirmațiile democraților. În acord cu Școala Dunning, Franklin afirma că scalawags „trebuie să-și asume cel puțin o parte din vina” pentru mită și corupție.
Democrații pretindeau că scalawags erau corupți din punct de vedere financiar și politic, și dispuși să sprijine o guvernare proastă, dacă ei profitau personal. Un istoric din Alabama afirma: „pe probleme economice, scalawags și democrații cereau asiduu ajutor pentru dezvoltarea economică a proiectelor în care aveau ei o miză economică, și nu aveau scrupule în metodele folosite pentru a promova legi financiare benefice lor în legislativ. Calitatea obiceiurilor contabile ale republicanilor și democraților era la fel de notorie.” Istoricul Eric Foner susține și el că nu există suficiente dovezi că scalawags ar fi fost mai mult sau mai puțin corupți decât oricare alți politicieni din epocă, inclusiv redeemers⁠(d).

## Fiefurile, personalitățile și compoziția grupării
Printre republicanii albi din Sud se numărau și foști sudiști cripto-aboliționiști⁠(d), precum și foști stăpâni de sclavi care susțineau drepturi egale pentru sclavii eliberați. Cel mai renumit dintre aceștia din urmă era Samuel F. Phillips⁠(d), care mai târziu s-a pronunțat împotriva segregării în cazul Plessy v. Ferguson⁠(d). Sunt incluși și cei care doreau să facă parte din Partidul Republican de guvernare pur și simplu pentru că acesta oferea mai multe oportunități pentru o carieră politică de succes. Mulți istorici i-au descris pe scalawags în termeni de clase sociale, arătând că, în medie, ei erau mai puțin înstăriți și se bucurau de mai puțin prestigiu decât elita formată din stăpâni de sclavi.
După cum arată Thomas Alexander (1961), în Sud, după 1865 persista o susținere pentru principiile defunctului Partid Whig. Mulți foști Whig-i deveniseră republicani, și susțineau modernizarea prin educație și infrastructură, în special drumuri și căi ferate mai bune. Mulți s-au alăturat însă și redeemerilor reușind să înlocuiască scurta perioadă de drepturi civile promise afro-americanilor în timpul Reconstrucției cu epoca de segregare Jim Crow și cu statutul de cetățeni de rangul al doilea, care a persistat mult și în secolul al XX-lea.
Istoricul James Alex Baggett oferă și un studiu cantitativ⁠(d) al populației.
În Alabama, republicanii erau dominați de scalawags, care au obținut circa două treimi din posturile executive, judiciare și legislative. Partidul a fost însă în acest stat „mereu în defensivă” și nu au reușit să-și apere alegătorii de teroarea democraților, după cum arată Wiggins. În Carolina de Sud, scalawags erau 15% din populație și, la apogeul lor, atrăseseră în coaliție și pe unii dintre sudiștii cei mai înstăriți. Louisiana era și el un mare centru al mișcării: în marele oraș New Orleans, apărut ca colonie franceză înainte de fondarea Statelor Unite, și care a trecut printr-o explozie demografică și economică în anii 1850, trăiau mulți profesioniști și negustori care nu erau stăpâni de sclavi, și au fost toți unioniști neînduplecați pe toată durata războiului; conform lui Wetta, cosmopolitanismul acestor scalawags, cu „viziunea [lor] mai largă asupra lumii”, spărgea monopolul „mucegăit” al „provincialismului sudist”. În Mississippi, gruparea reprezenta o treime din susținătorii republicanilor, în relativ echilibru cu negrii și cu carpetbaggers; James L. Alcorn⁠(d) s-a remarcat acolo drept lider al scalawag-ilor. Atitudinea lui fusese ambiguă: deși stăpân de sclavi, se opusese secesiunii statului său, dar ulterior a organizat miliții confederate în timpul războiului; după război și-a declarat dezgustul față de instituția sclaviei și a susținut dreptul la vot pentru sclavii eliberați și al paisprezecelea amendament; republicanii radicali i se opuneau, deoarece considerau că el dorește mai degrabă modernizarea vechii civilizații a Sudului, și nu o revoluție totală.
Districtele montane din zona Munților Apalași erau importante centre ale simpatizanților republicanilor. Acolo erau foarte puțini care dețineau sclavi, era multă sărăcie și infrastructură puțină; elitele stăpânilor de sclavi de la câmpie erau disprețuite. Atunci când statul Virginia și-a declarat secesiunea față de SUA, liderii districtelor din zona montană a statului și-au proclamat la rândul lor separarea de acel stat și au cerut reprimirea lor imediată în Uniune ca statul Virginia de Vest. În acea zonă, Reconstrucția era văzută favorabil și chiar pozițiile republicanilor radicali din Congres se bucurau de susținere.